# Podarg ocel·lat
El podarg ocel·lat (Podargus ocellatus) és una espècie d'ocell de la família dels podàrgids (Podargidae) que habita la selva humida de Nova Guinea i altres illes de la zona, com ara les illes Raja Ampat, Aru, Yapen, Trobriand, els Arxipèlags D'Entrecasteaux i Louisiade, les illes Salomó, i en Austràlia a Queensland i Nova Gal·les del Sud.